# Сражение при Кастельнуово
Сражение при Кастельнуово (фр. Bataille de Castel-Nuovo) — одно из сражений между французскими и русскими войсками в 1806 году во время Второй Архипелагской экспедиции.

Каттарский залив. Карта 1808 года. Кастельнуово слева внизу

В начале сентября 1806 года, после прекращения перемирия, командующий расположенными в Далмации французскими войсками, так называемой Далматинской армией, маршал О. Мармон сосредоточил 12-тысячный корпус в лагере под Старой Рагузой и решил отбить у русского десанта утраченные ранее позиции при Каттарском заливе. В ночь с 18 (30) сентября на 19 (1 октября) сентября он двинулся к горе Дебель-брег против высаженного на берег эскадрой вице-адмирала Д. Н. Сенявина 3-тысячного отряда генерал-майора Э. Г. Папандопуло, где завязался бой. Упорный бой продолжался семь с половиной часов, в результате которого уступающий в численности отряд Папандопуло вынужден был отойти к Кастельнуово, где стояла эскадра. 
На рассвете 20 сентября (2 октября), воспользовавшись туманом и густыми садами, французские войска, не замеченные противником, приблизились к Кастельнуово и стали обстреливать город. Русские, усиленные пятью батальонами, прибывшими с Корфу и несколькими тысячами черногорцев Петра I Негоша, а также поддержанные огнем стоявших в заливе судов, контратаковали противника. Витебский мушкетерский и 13 и 14-й егерские полки несколько раз ходили в атаку и сбили с высот левый фланг противника. Правый фланг французов, обстреливаемый с кораблей, несмотря на храбрость 79-го линейного полка генерала А. Дельзона, также дрогнул и стал поспешно отходить к Старой Рагузе, преследуемый русскими. 
Французы потеряли 1100 человек убитыми и ранеными и одно орудие, русские — 523. Проигранное сражение вынудило О. Мармона перейти к обороне, чем воспользовался русский флот, занявший несколько островков архипелага.